# Tua Forsström
Tua Forsström (ur. 2 kwietnia 1947 w Porvoo) – fińska poetka pisząca w języku szwedzkim.
Forsström zadebiutowała w 1972 roku zbiorem poezji En dikt om kärlek och annat. W jej dorobku, oprócz poezji, są również teksty radiowych sztuk teatralnych, kabaretów i sztuk kameralne.
Mieszka w Helsinkach. Studiowała literaturoznawstwo, filozofię i psychologię społeczną na Uniwersytecie Helsińskim. W latach 1972–1992 pracowała jako redaktor w wydawnictwie Schildts&Söderströms.
12 lutego 2019 roku została wybrana na członka Akademii Szwedzkiej, gdzie zajęła fotel nr 18, zajmowany wcześniej przez Katarinę Frostenson. Forsström została pierwszym członkiem Akademii, od czasu jej założenia w 1786 roku, pochodzącym z szwedzkojęzycznej mniejszości w Finlandii. W grudniu 2024 zrezygnowała z członkostwa w Akademii, zgodnie z własną deklaracją z 2019, że z uwagi na wiek będzie brać udział w pracach Akademii jedynie przez pięć lat.

## Twórczość
- 1972 – En dikt om kärlek och annat
- 1974 – Där anteckningarna slutar
- 1976 – Egentligen är vi mycket lyckliga
- 1979 – Tallört
- 1983 – September
- 1987 – Snöleopard
- 1988 – Ekenäs (razem z Vidarem Lindqvistem)
- 1990 – Men även det som syns är vackert
- 1990 – Marianergraven
- 1992 – Parkerna
- 1997 – Efter att ha tillbringat en natt bland hästar
- 2004 – Där en mild vind från väster blåser
- 2006 – Sånger
- 2012 – En kväll i oktober rodde jag ut på sjön
- 2018 – Anteckningar

## Nagrody
- 1987 – Sveriges Radios Lyrikpris
- 1988 – Edith Södergran-priset
- 1991 – Gustaf Fröding-sällskapets lyrikpris
- 1991 – Pro Finlandia-medaljen
- 1992 – Svenska Akademiens Finlandspris
- 1992 – Göteborgs-Postens litteraturpris
- 1992 – nominacja do Nagrody Augusta[5]
- 1993 – Gerard Bonniers lyrikpris
- 1998 – Tollanderska priset
- 1998 – Nagroda Literacka Rady Nordyckiej za tomik "Efter att ha tillbringat en natt bland hästar"
- 2003 – Nagroda Bellmana
- 2007 – Nagroda Aniary
- 2007 – Wielka Nagroda Dziewięciu
- 2013 – Aspenströmpriset
- 2018 – Albert Bonnier-stipendium
- 2018 – Nagroda Bellmana